# Yūsuke Mori
Yūsuke Mori (jap. 森 勇介, Mori Yūsuke; * 24. Juli 1980 in der Präfektur Shizuoka) ist ein ehemaliger japanischer Fußballspieler.

## Karriere
Mori erlernte das Fußballspielen in der Schulmannschaft der Shimizu Higashi High School. Seinen ersten Vertrag unterschrieb er 1999 bei den Verdy Kawasaki (heute: Tokyo Verdy). Der Verein spielte in der höchsten Liga des Landes, der J1 League. 2001 wechselte er zum Zweitligisten Vegalta Sendai. 2001 wurde er mit dem Verein Vizemeister der J2 League und stieg in die J1 League auf. Für den Verein absolvierte er 40 Spiele. Im August 2002 wechselte er zum Ligakonkurrenten Kyoto Purple Sanga. Am Ende der Saison 2003 stieg der Verein in die J2 League ab. 2004 wechselte er zum Erstligisten Kawasaki Frontale. 2006, 2008 und 2009 wurde er mit dem Verein Vizemeister der J1 League. Für den Verein absolvierte er 133 Erstligaspiele. 2011 wechselte er zum Zweitligisten Tokyo Verdy. Für den Verein absolvierte er 112 Spiele. 2014 wechselte er zum Ligakonkurrenten FC Gifu. 2015 wechselte er zum Drittligisten SC Sagamihara.

## Erfolge
Kyoto Purple Sanga
- Kaiserpokal

Sieger: 2002
Kawasaki Frontale
- J1 League

Vizemeister: 2006, 2008, 2009
- J.League Cup

Finalist: 2007, 2009